# Liste der Wappen im Bezirk Neunkirchen
Diese Liste beinhaltet – geordnet nach der Verwaltungsgliederung – alle in der Wikipedia gelisteten Wappen des Bezirks Neunkirchen (Niederösterreich). In dieser Liste werden die Wappen mit dem Gemeindelink angezeigt. Die Fußnoten verweisen auf die Blasonierung des entsprechenden Wappens.

## Bezirk Neunkirchen

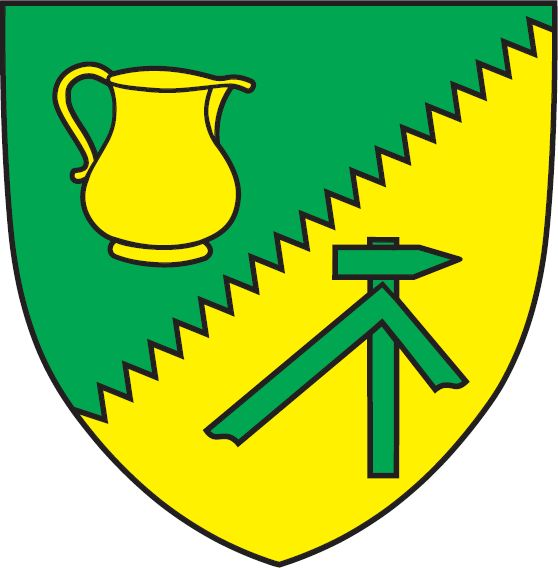
Altendorf
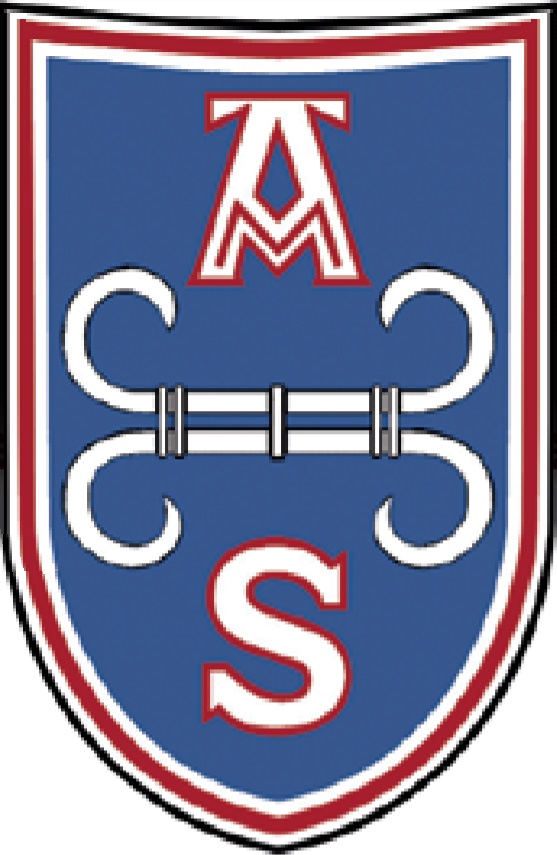
Aspang-Markt
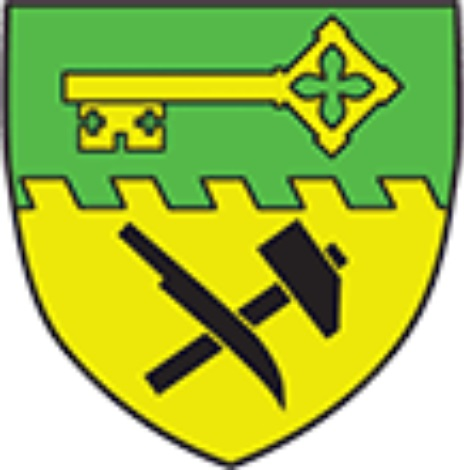
Aspangberg-Sankt Peter
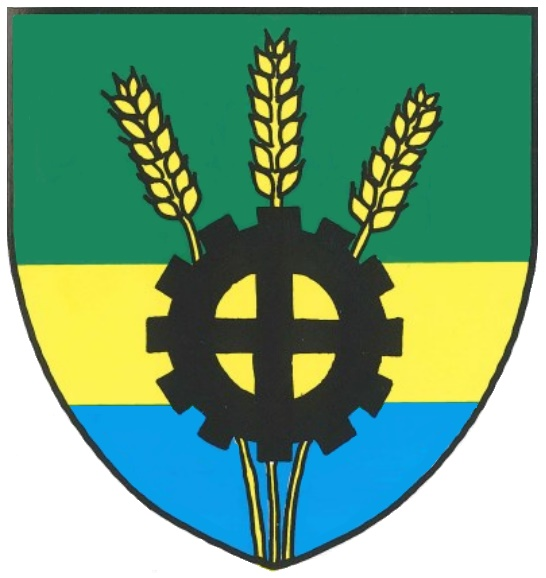
Breitenau
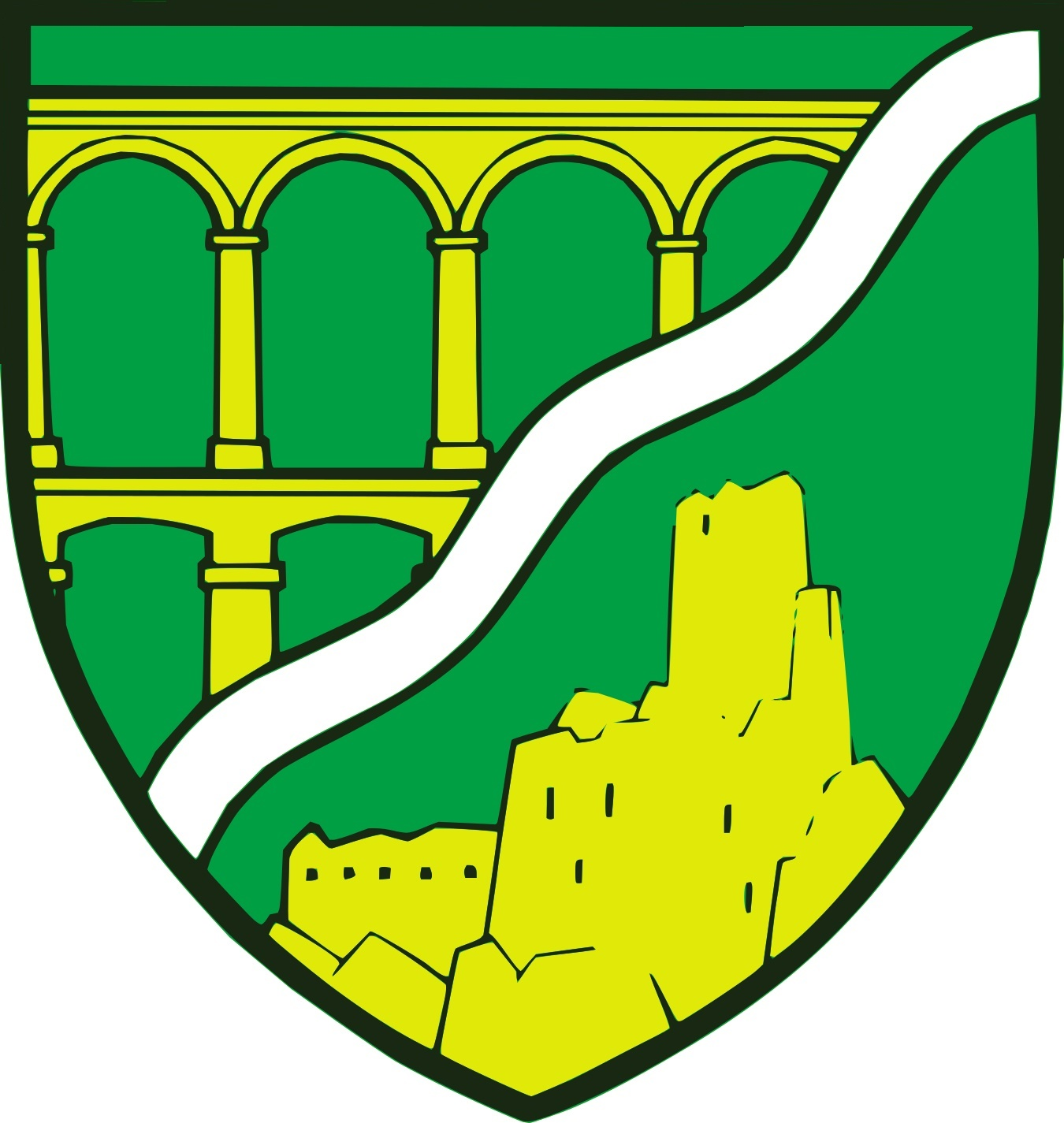
Breitenstein
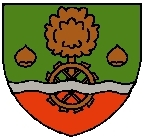
Buchbach
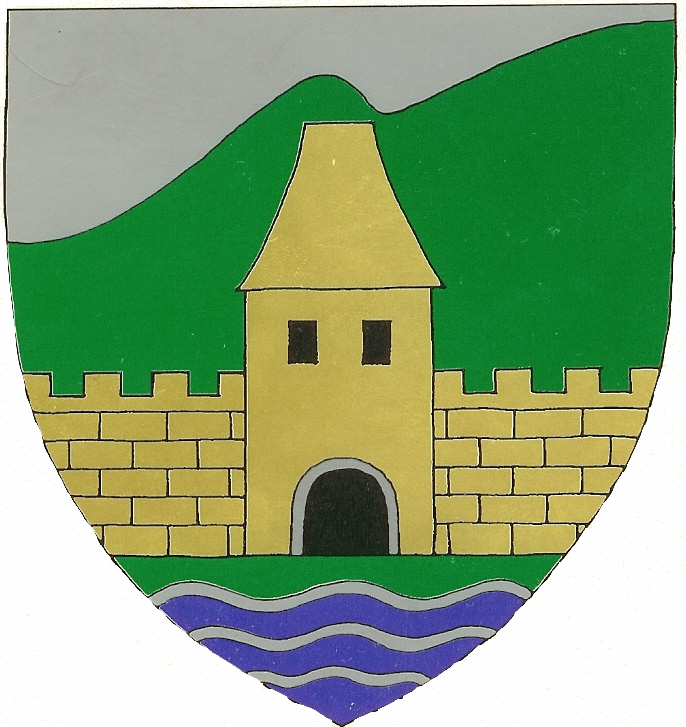
Bürg-Vöstenhof
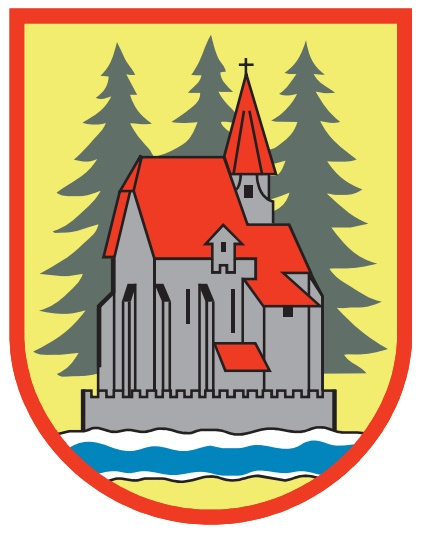
Edlitz
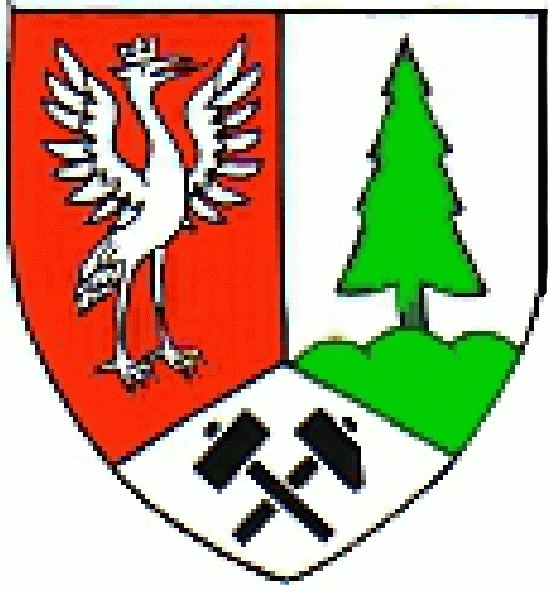
Enzenreith
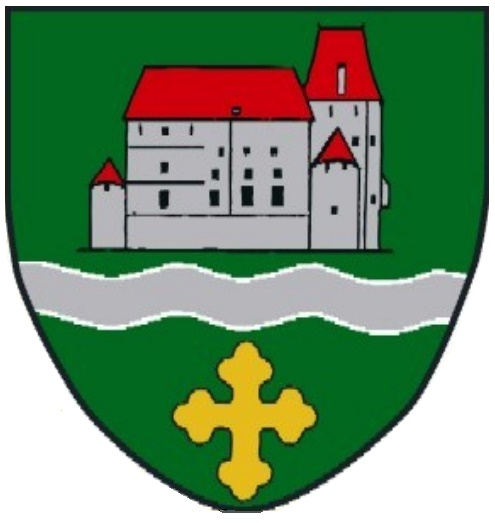
Feistritz am Wechsel
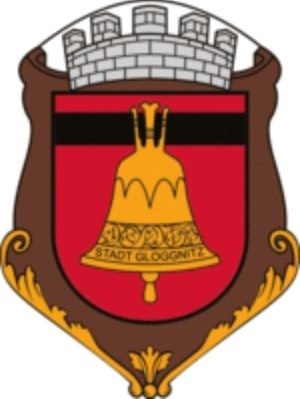
Gloggnitz
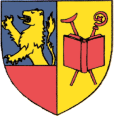
Grafenbach-Sankt Valentin
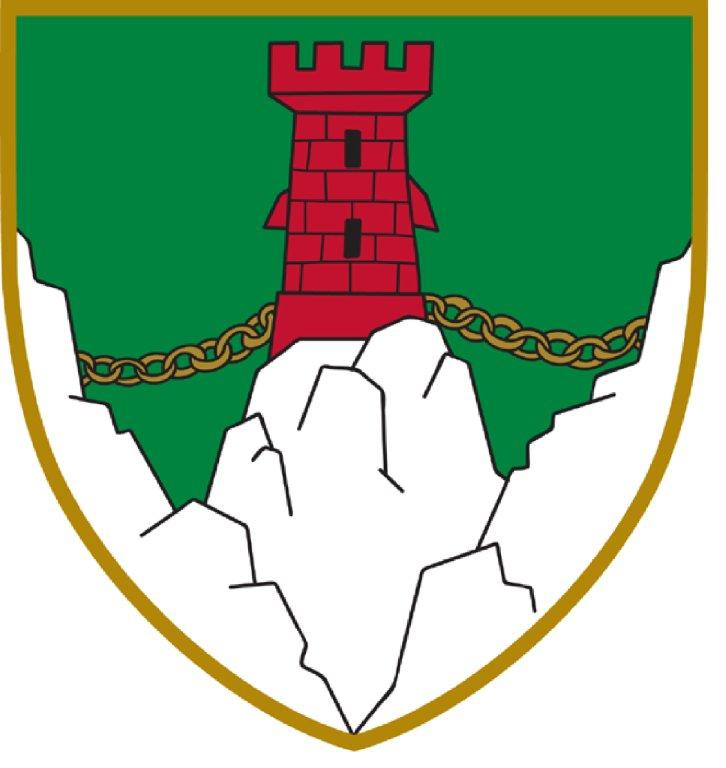
Grimmenstein
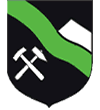
Grünbach am Schneeberg
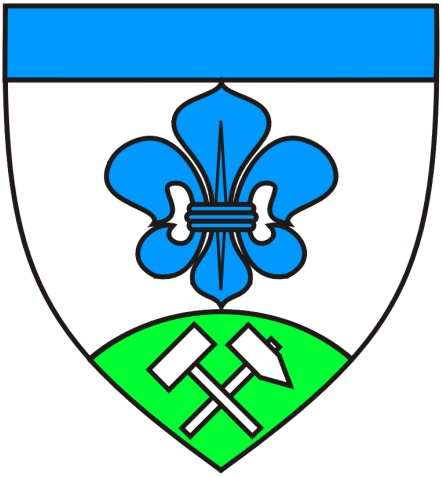
Höflein an der Hohen Wand
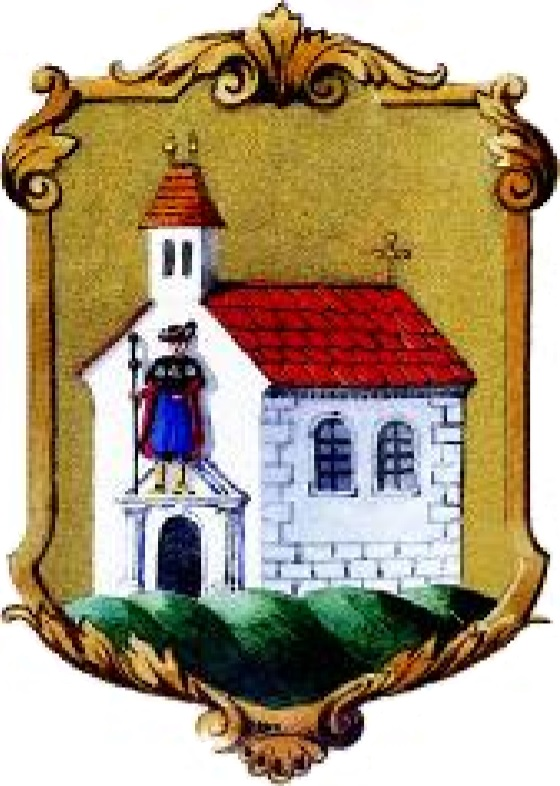
Kirchberg am Wechsel
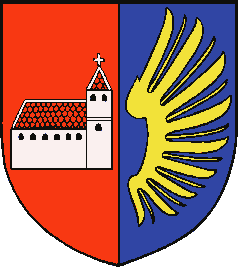
Mönichkirchen
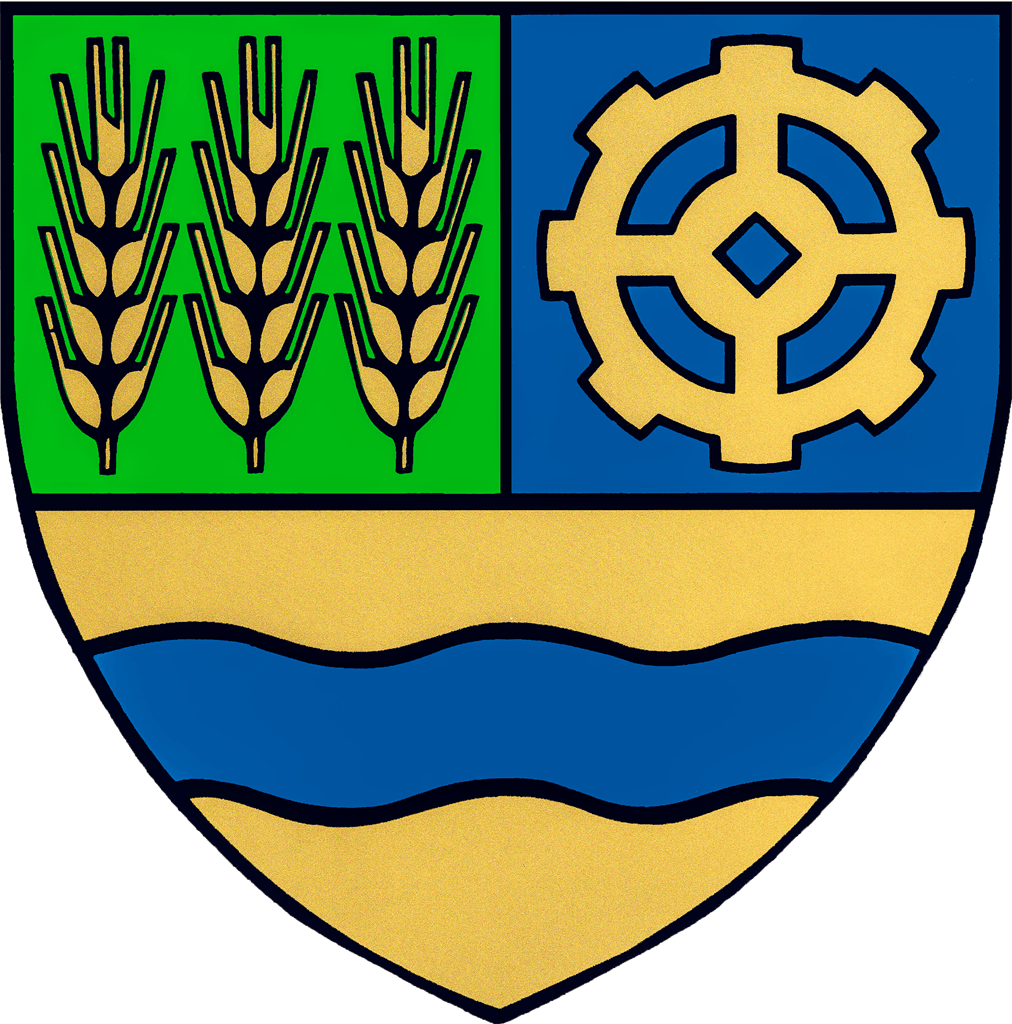
Natschbach-Loipersbach
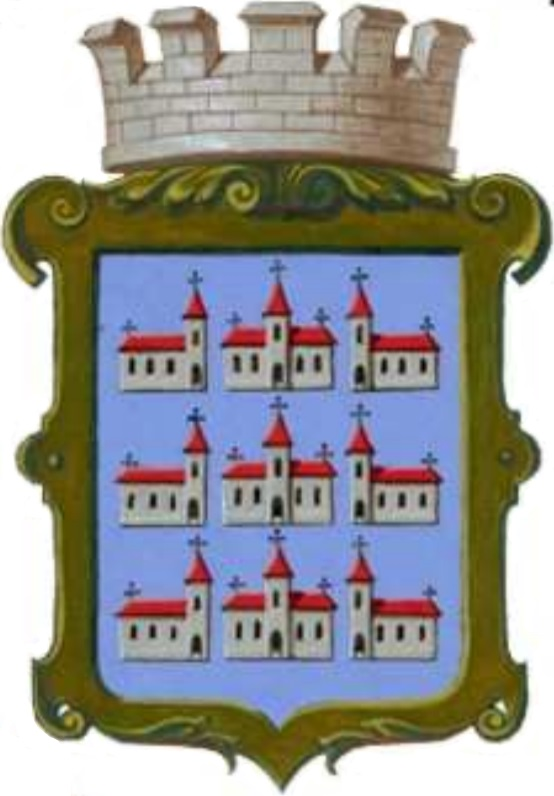
Neunkirchen
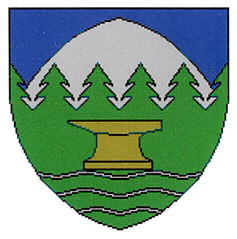
Otterthal
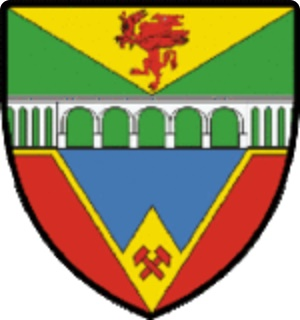
Payerbach
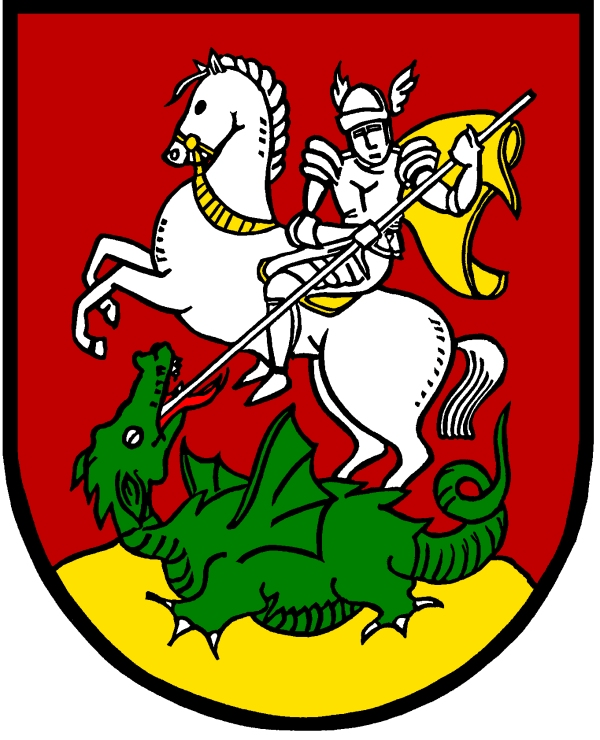
Pitten
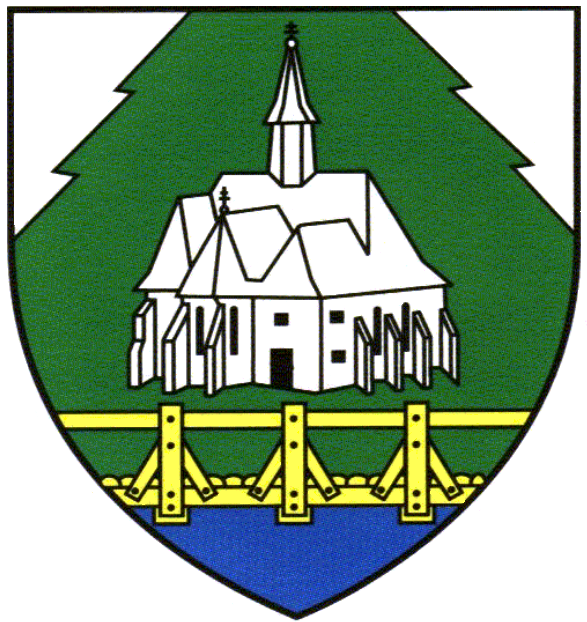
Prigglitz
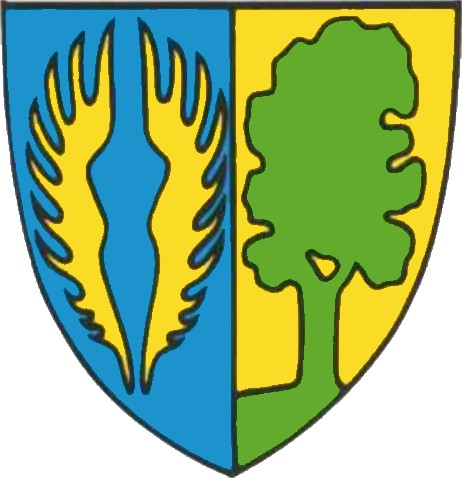
Puchberg am Schneeberg
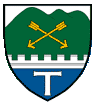
Raach am Hochgebirge
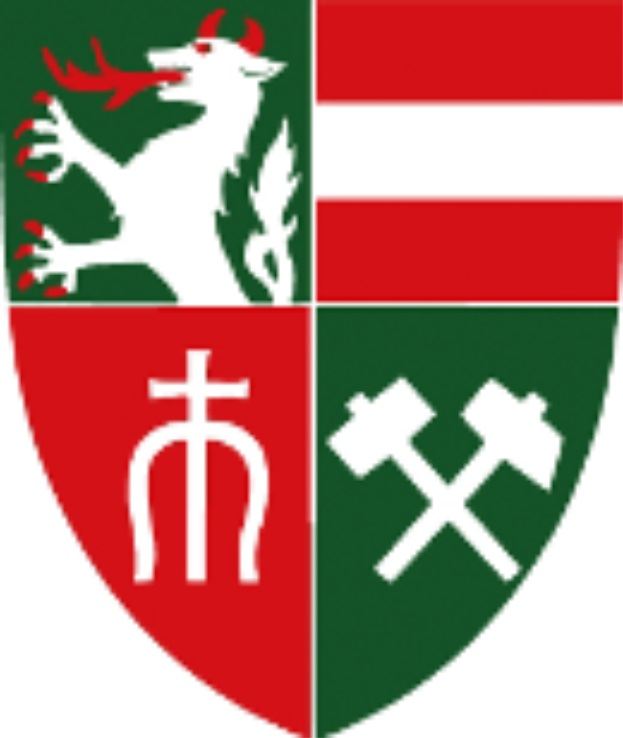
Reichenau an der Rax
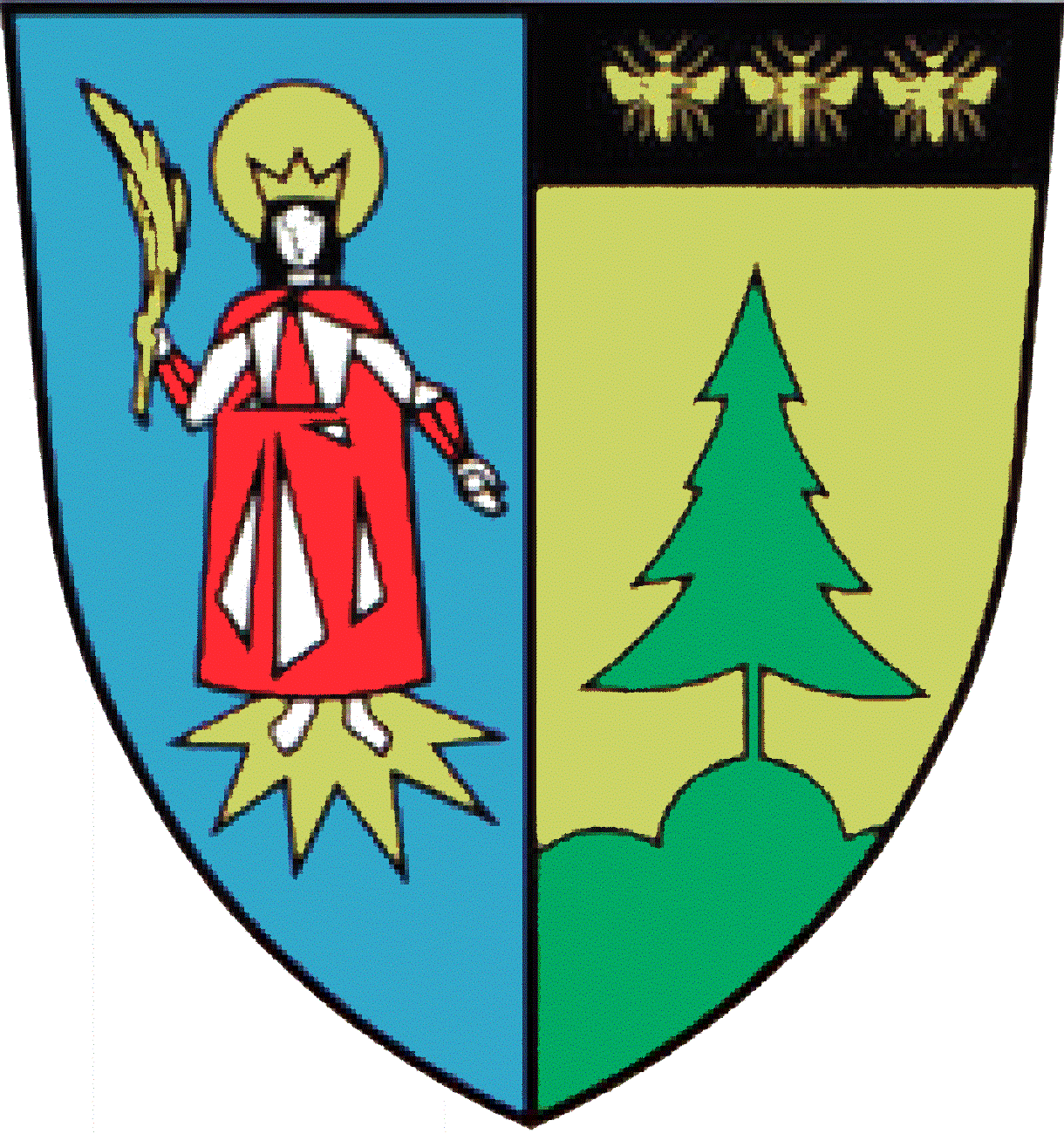
Sankt Corona am Wechsel
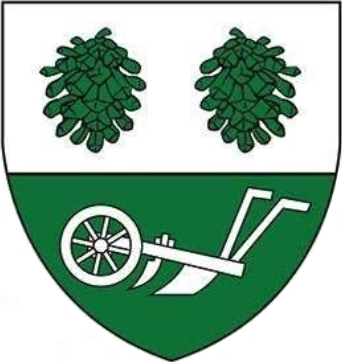
Sankt Egyden am Steinfeld
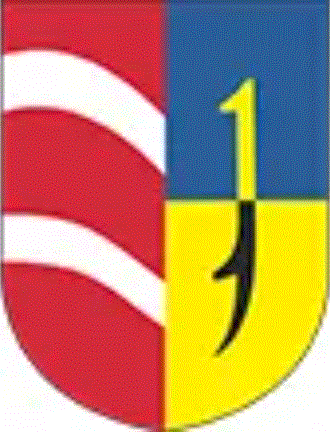
Scheiblingkirchen-Thernberg
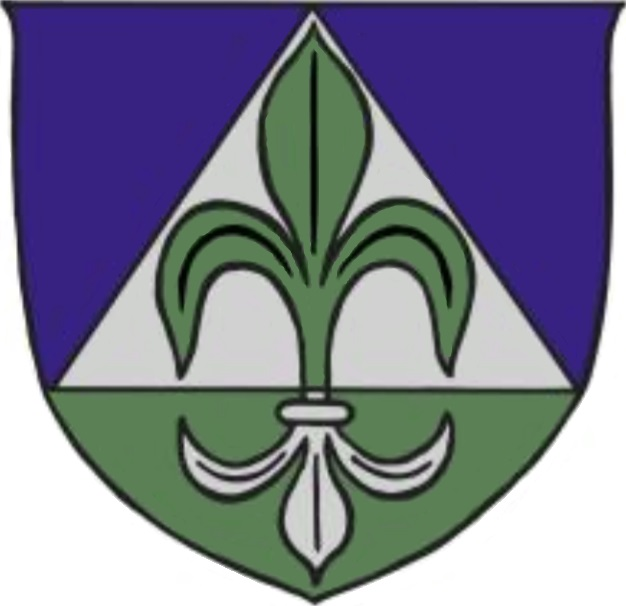
Schrattenbach
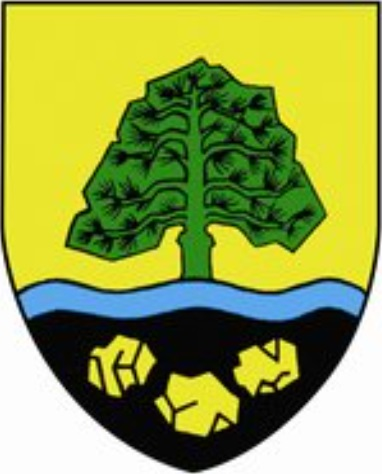
Schwarzau am Steinfeld
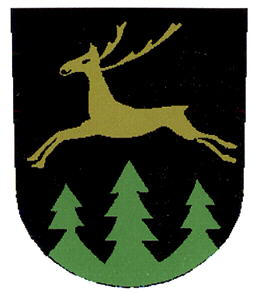
Schwarzau im Gebirge
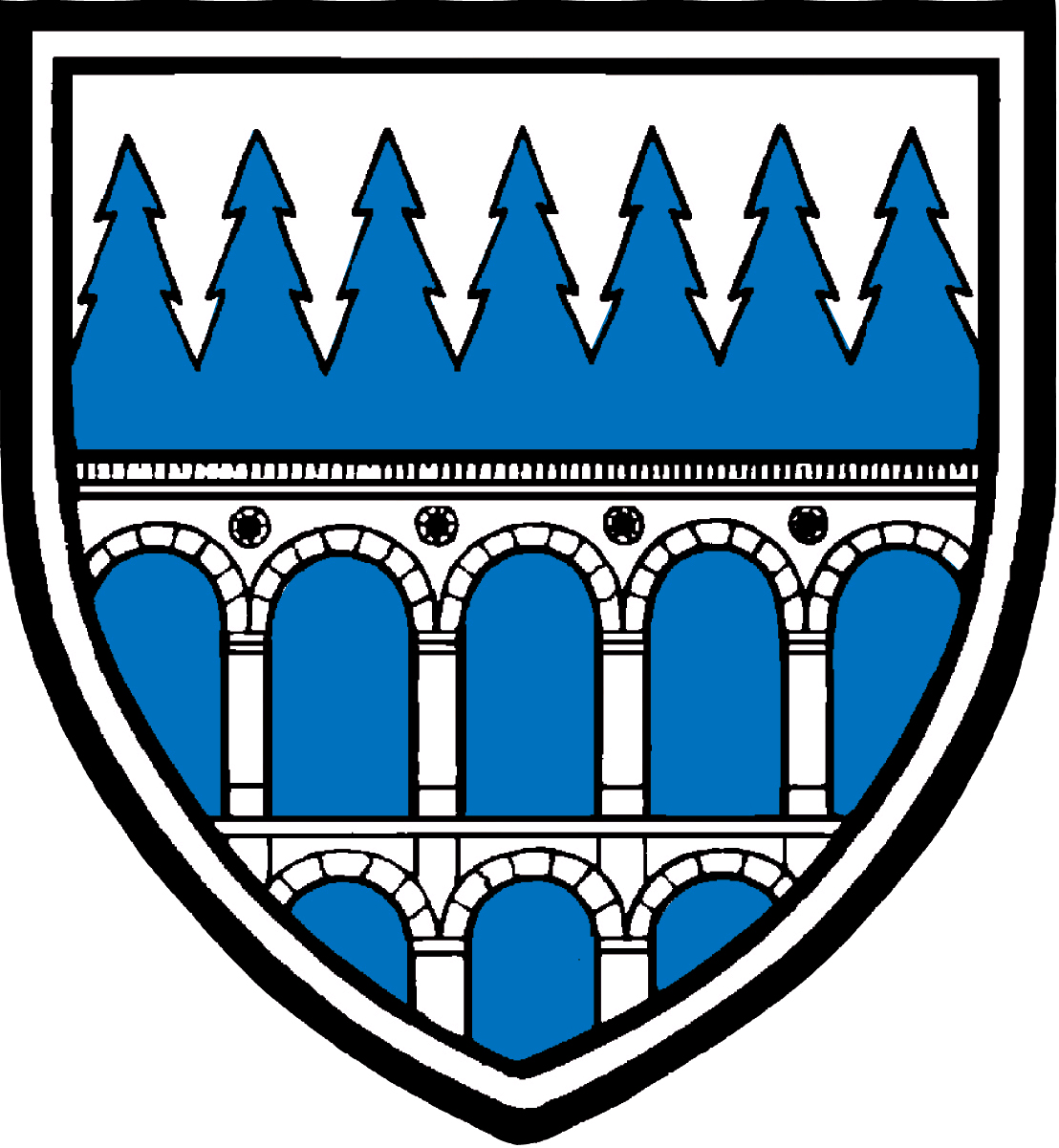
Semmering
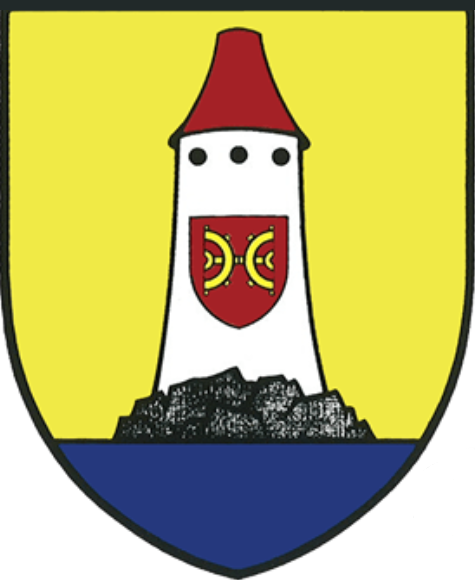
Seebenstein
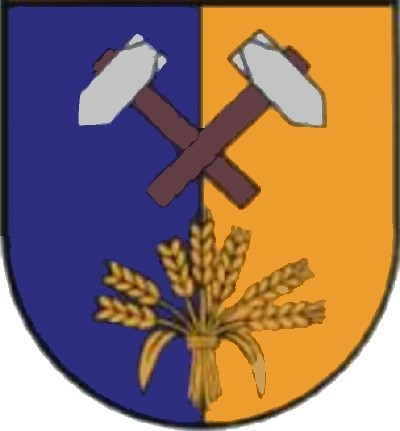
Ternitz
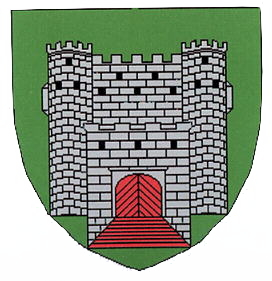
Thomasberg
Trattenbach
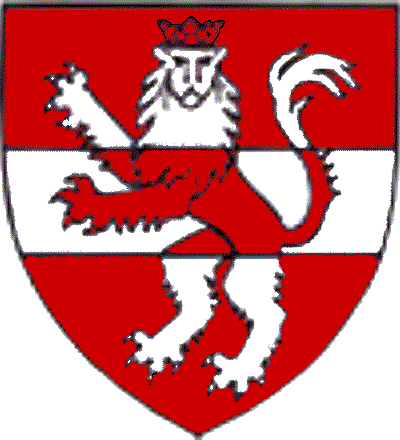
Warth
Wartmannstetten
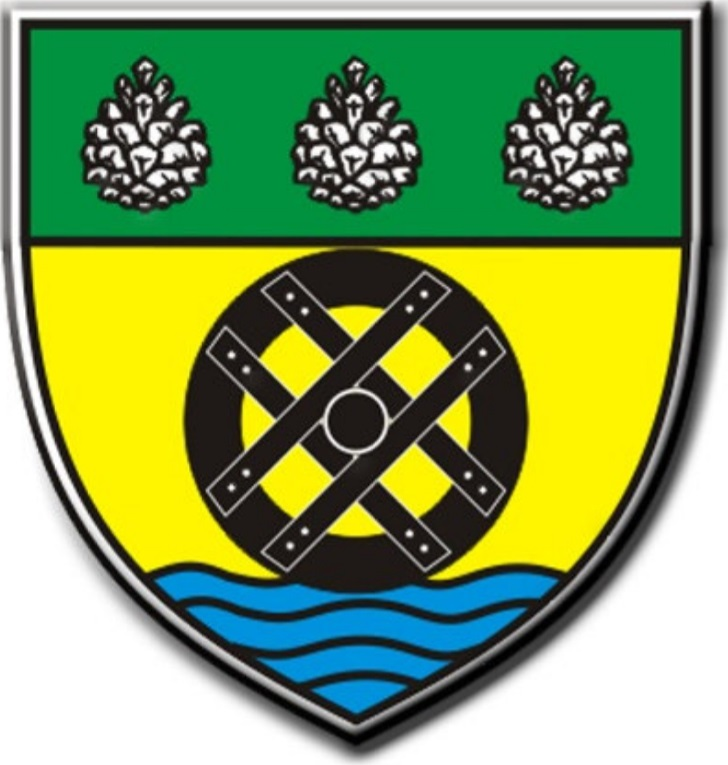
Willendorf
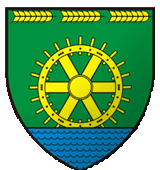
Wimpassing im Schwarzatale
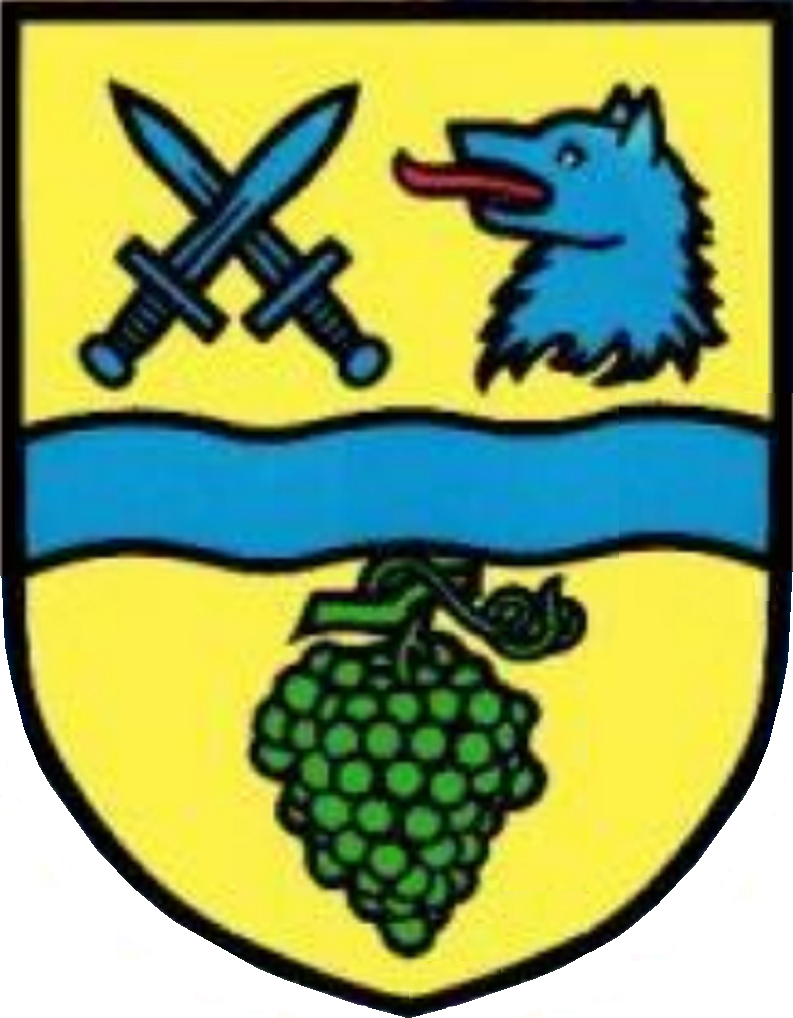
Würflach
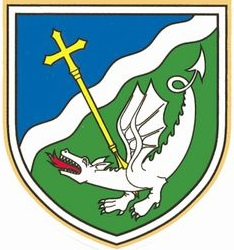
Zöbern

## Blasonierungen
1. ↑  Altendorf: Schräglinks durch Zahnschnitt geteilt, oben in Grün ein goldener Krug, unten in Gold ein aufrecht stehender grüner Hammer, belegt mit einem schräglinks gestellten grünen Winkeleisen.
2. ↑  Aspangberg-St. Peter: Ein durch Astschnitt geteilter Schild, oben in Grün ein querrechtshin gestellter goldener Schlüssel, unten in Gold schräggekreuzt ein schwarzer Hammer und ein schwarzes Pflugmesser.
3. ↑  Breitenstein: Ein grüner Schild, schräglinks geteilt durch einen silbernen Wellenbalken, unten auf wachsendem goldenen Felsen eine ebensolche Ruine mit linksstehendem Bergfried und schwarzen Schießscharten, oben aus der Schildteilung wachsend eine zweigeschossige goldene Brücke mit oben vier und unten zwei Bogenöffnungen.
4. ↑  Buchbach: Von Grün und Rot durch einen silbernen Wellenbalken mit unterlegtem goldenem Wasserrad erniedrigt geteilt, dahinter aus der Schildteilung wachsend eine goldene Buche, begleitet von zwei goldenen Kastanien.
5. ↑  Bürg-Vöstenhof: In Silber ein von rechts nach links ansteigender grüner Berg, darin über geflutetem blauem Schildfuß mit drei silbernen Wellenleisten auf grünem Boden eine goldene gequaderte Zinnenmauer und ein goldener Torturm mit Satteldach, schwarz geöffnetem Tor und zwei schwarzen Fensteröffnungen.
6. ↑  Feistritz am Wechsel: In Grün über einem erniedrigten silbernen Wellenbalken eine silberne rotbedachte Burganlage mit schwarzen Fenstern und Schießscharten, linksstehendem mächtigem Wehrturm und zwei den Hauptbau flankierenden, verschieden hohen Rundtürmen, im Schildfuß ein goldenes Kleeblattkreuz.
7. ↑  Grafenbach-St. Valentin: Ein gespaltener Schild, vorne von Blau und Rot geteilt, aus der Teilungslinie wachsend ein goldener Löwe, hinten in Gold schräggekreuzt ein roter Bischofsstab und eine rote Krücke, überdeckt durch ein aufgeschlagenes rotes Buch.
8. ↑  Höflein an der Hohen Wand: In Silber unter blauem Schildhaupt eine blaue heraldische Lilie, im Schildfuß ein grüner Hügel, darin ein silbernes Bergwerkszeichen, Schlegel and Eisen.
9. ↑  Otterthal: Im Tannenschnitt erhöht geteilt, oben in Blau ein silberner Hügel, unten über gewelltem blauem Schildfuß mit drei silbernen Wellenfäden in Grün ein goldener Amboß.
10. ↑  Payerbach: Erhöht geteilt durch einen silbernen Viadukt mit fünf weiten Bögen im Mittelteil sowie vier engen links und rechts, oben in Grün eine gestürzte, abgeflachte goldene Spitze, darin ein aufgerichteter roter Greif, in den Vorderklauen einen ebensolchen Hasen haltend, unten in Rot eine gold bordierte, gestürzte blaue Spitze, im Schildfuß belegt mit einer goldenen Raute, darin ein gekreuztes rotes Bergwerkszeichen.
11. ↑  Payerbach: In Grün über blauem Schildfuß eine goldene Brücke, darüber eine silberne Kirche mit Kapellenanbauten, drei Chordächern, Walmdach, aufgesetztem Turm und schwarzen Fenstern, rechts und links oben begleitet von einem gezähnten silbernen Schrägeck.
12. ↑  Raach am Hochgebirge: Erniedrigt geteilt durch eine silberne gezinnte Mauerkrone, oben in Silber ein grüner Berg mit drei Kuppen, belegt mit zwei gekreuzten goldenen Pfeilen, unten in Blau ein silbernes Antoniuskreuz.
13. ↑  Reichenau an der Rax: Ein gevierter Schild, 1= in Grün ein wachsender rot bewehrter, flammenspeiender silberner Panther, 2= in Rot ein silberner Balken, 3= in Rot ein silbernes mit einem getatzten Kreuz bestecktes M, 4= in Grün ein silbernes Bergwerkszeichen, Schlägel und Eisen.
14. ↑  Warth: In rot-silber-rotem Bindenschild ein aufgerichteter, herschauender goldbekrönter Löwe in gewechselten Farben.
15. ↑  Zöbern: In einem von Blau und Grün durch einen schräglinken silbernen Wellenbalken erhöht geteilten Schild, unten ein rote Flammen speiender silberner Drache, schrägrechts durchbohrt von einer goldenen Kreuzlanze